# Radical 60
Le radical 60 (彳), qui signifie pas, est un des 31 des 214 radicaux chinois répertoriés dans le dictionnaire de Kangxi composés de trois traits.
Le caractère Unicode de 彳 est 5F73.

## Caractères avec le radical 60
| nombre de traits          | caractères                                |
| ------------------------- | ----------------------------------------- |
| Sans trait supplémentaire | 彳                                        |
| 3 traits supplémentaires  | 彴 彵                                     |
| 4 traits supplémentaires  | 彶 彷 彸 役 彺 彻                         |
| 5 traits supplémentaires  | 彼 彽 彾 彿 往 征 徂 徃 径                |
| 6 traits supplémentaires  | 待 徆 徇 很 徉 徊 律 後 徍                |
| 7 traits supplémentaires  | 徎 徏 徐 徑 徒 従 徔 徕                   |
| 8 traits supplémentaires  | 徖 得 徘 徙 徚 徛 徜 徝 從 徟 徠 御 徢 徣 |
| 9 traits supplémentaires  | 徤 徥 徦 徧 徨 復 循 徫                   |
| 10 traits supplémentaires | 徬 徭 微 徯 徰                            |
| 11 traits supplémentaires | 徱 徲 徳 徴                               |
| 12 traits supplémentaires | 徵 徶 德 徸 徹 徺                         |
| 13 traits supplémentaires | 徻 徼                                     |
| 14 traits supplémentaires | 徽 徾                                     |
| 16 traits supplémentaires | 徿                                        |
| 17 traits supplémentaires | 忀 忁                                     |
| 18 traits supplémentaires | 忂                                        |